# Paul Elek
Paul Elek (geboren  1906 in Budapest, Österreich-Ungarn; gestorben 1976 in London) war ein ungarisch-britischer Verleger.

## Leben
Paul Elek war Sohn eines Druckers. Er kam 1929 zum ersten Mal nach England und emigrierte 1938 aus dem vom antisemitischen Horthy-Regime geprägten Ungarn.
Elek gründete während des Krieges in London den Verlag „Elek Books“, später als „Paul Elek“, zunächst mit Jahrbüchern. Die Architektin Jane Drew gab bei ihm 1946 bis 1949 das Architects' Year Book heraus. Elek gab Literaturklassiker in der illustrierten Reihe „Camden Classics“ heraus und schuf Reiseführer in den Buchreihen „Vision of England“ und „Cities of Art“. Er druckte eine Neuübersetzung einer Gesamtausgabe der Werke von Emile Zola, hingegen konnte er sich mangels finanziellen Rückhalts auf dem Markt der zeitgenössischen Belletristik nicht durchsetzen. Bei Time Life beteiligte er sich an der Großformatserie „Coaching“ und „The Grand Tour“.  Ab 1966 editierte sein Verlag die englische Übersetzung der mehrbändigen Histoire de l'antisémitisme von Léon Poliakov.
Im Verlag erschienen bis 1976 über 1000 Titel, fast ausschließlich Sachbücher. Bei seinem Tod wurde die Firma an Granada Publishing  veräußert, diese wiederum ging 1988 in William Collins, Sons auf.

## Werke (Auswahl)
- This Other London. Illustrationen David Knight. Paul Elek Publishers, 1951
- (Hrsg.): The age of the grand tour: containing sketches of the manners, society and customs of France, Flanders, the United Provinces, Germany, Switzerland and Italy in the letters, journals and writings of the most celebrated voyagers between the years 1720 and 1820 collected and selected by Paul Elek. London: Elek, 1967